# Masami Kubota
Pour les articles homonymes, voir Kubota (homonymie).
Masami Kubota (久保田 正躬, Kubota Masami), né le 6 décembre 1931, est un gymnaste japonais qui a été médaillé d'argent et de bronze lors des Jeux olympiques d'été de 1956.

## Palmarès

### Jeux olympiques
- Melbourne 1956
  -  médaille d'argent au concours par équipes
  -  médaille d'argent aux barres parallèles
  -  médaille de bronze aux anneaux[1]

### Championnats du monde
- Rome 1954
  -  médaille d'argent au concours par équipes